# Zasady prawa Unii Europejskiej
Zasady prawa Unii Europejskiej -
Prawa podstawowe:
- Ogólne, wspólne zasady i wolności prawa wyprowadzone z porządków konstytucyjnych państw członkowskich oraz z Europejskiej Konwencji Praw Człowieka i Podstawowych Wolności z 1950 roku, np: pewność prawa, zasada państwa prawego, zasada pluralizmu politycznego, prawo do życia, zakaz tortur, zakaz karania bez ustawy, poszanowanie życia prywatnego i rodzinnego, wolność myśli, sumienia i wyznania, wolność słowa, wolność zrzeszania się i stowarzyszania, prawo do zawarcia związku małżeńskiego, zakaz ponownego karania i sądzenia, zakaz pozbawiania wolności za długi itp.

Poszanowanie prawa międzynarodowego:
- Ogólne zasady prawa międzynarodowego (z wyjątkami), ze szczególnym uwzględnieniem norm ius cogens np:zakaz niewolnictwa i pracy przymusowej,zakaz piractwa,zakaz ludobójstwa.
- Ogólne zasady wynikające z Karty Narodów Zjednoczonych i członkostwa wszystkich państw członkowskich UE w Organizacji Narodów Zjednoczonych:
  - ze szczególnym naciskiem na utrzymanie międzynarodowego pokoju i bezpieczeństwa (Traktat Lizboński nawet wprowadza – a w zasadzie potwierdza – ogólną klauzulę sojuszniczą KNZ)
  - Trybunał Sprawiedliwości w wyroku Yousef uznał, że Rezolucje Rady Bezpieczeństwa ONZ – oprócz tego, że są wiążące dla państw członkowskich – również wiążą Wspólnotę i ta musi podjąć działania, by wypełnić zobowiązania wynikające z KNZ

- Zwyczaj międzynarodowy

- Uchwały prawotwórcze organizacji międzynarodowych

Zasady obowiązujące przy tworzeniu prawa wspólnotowego: kompetencji powierzonych, subsydiarności, jednolitych ram instytucjonalnych, równowagi instytucjonalnej, zasada elastyczności (nazywana inaczej zasadą wzmocnionej współpracy), zasada proporcjonalności, poszanowania tożsamości narodowej państw członkowskich, lojalnej współpracy międzyinstytucjonalnej, zasada równowagi kompetencyjnej, zasada demokratyzmu, zasada ograniczonej kompetencji
Zasady obowiązujące przy stosowaniu prawa wspólnotowego: pierwszeństwa, bezpośredniego stosowania, bezpośredniej skuteczności, bezpośredniego obowiązywania, skutku pośredniego, wykładni prawa krajowego zgodnie z prawem wspólnotowym, solidarności, jednolitości (nazywana inaczej spójności), lojalności, autonomii, odpowiedzialności odszkodowawczej państw członkowskich wobec jednostek za naruszenie prawa wspólnotowego, odpowiedzialności prawnej Unii Europejskiej, nieretroaktywności prawa wspólnotowego, przymusowej egzekucji aktów indywidualnych prawa wspólnotowego w państwach członkowskich, jednolitej licencji, dobrej administracji, równości, niedyskryminacji (czyli nakaz równego traktowania własnych obywateli i obywateli państw członkowskich).